# ニスロク
ニスロク(Nisroch)は、センナケリブに崇拝されたアッシリアの神である。旧約聖書列王記下第19章37節、イザヤ書第37章38節に名前が登場する。名前の意味は「偉大な鷲」であるといわれ、鷲頭を持つとされている。

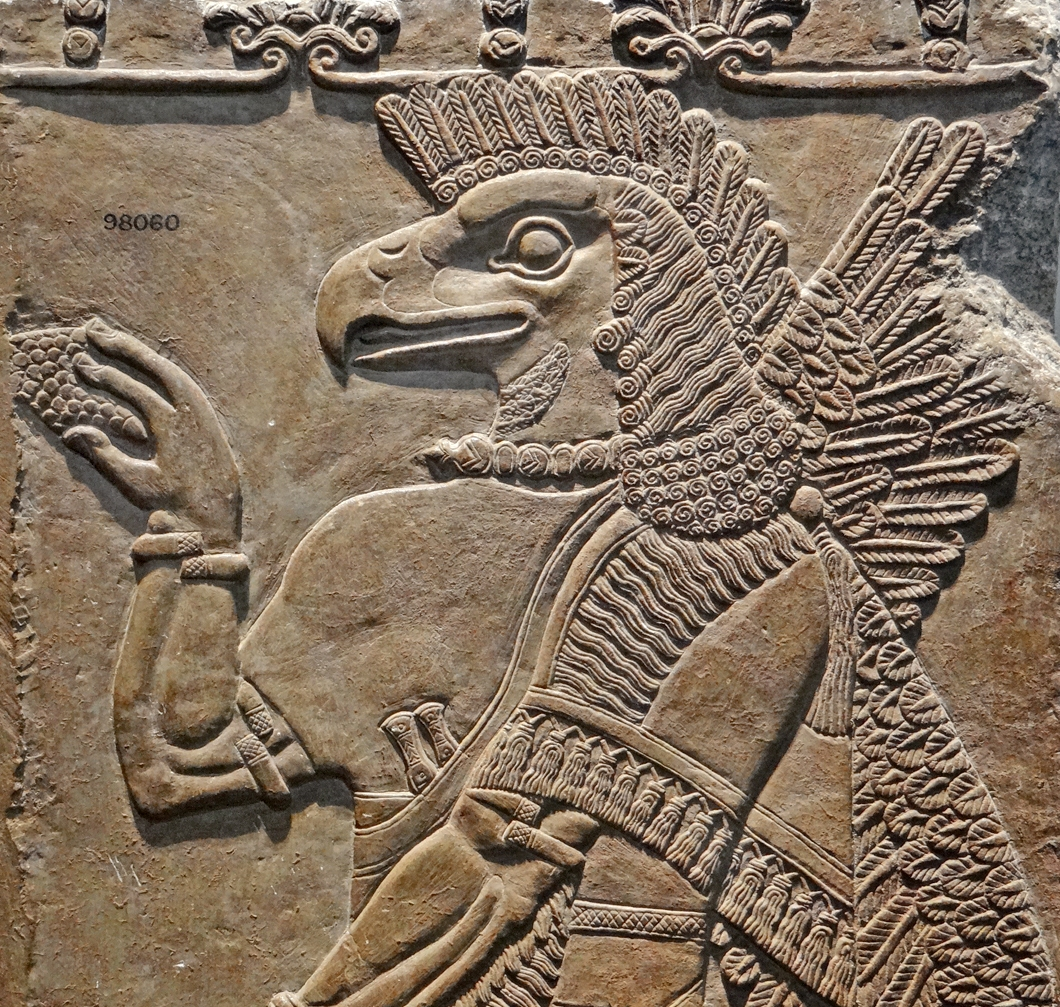
19世紀にニスロクとされた鷲頭のレリーフ。現在ではグリフィン・デーモンとして知られる。

オースティン・ヘンリー・レヤードはカラフ（現在のニムルド）のアッシュル・ナツィルパル2世の宮殿で発掘した鷲頭のレリーフをニスロクと同定したが、これはセンナケリブの時代には存在しなかったことが知られている。

## 悪魔としてのニスロク
コラン・ド・プランシーの『地獄の辞典』では、第二級の魔神、ベルゼビュートの料理長、美味による誘惑と食卓の楽しみの権威者とされている。堕天前のニスロクはエデンの園の禁断の樹の守衛を担当し、得意料理はその果実を使ったものである。ジョン・ミルトンの『失楽園』にも反逆天使として登場し、権天使の長とされている。また、ニスロクはケモス、バアル＝ペオル、メセラク、アラセクと同等視される。